# Долар Кайманових Островів
Долар Кайманових Островів (англ. Cayman Islands dollar) — офіційна валюта британської заморської території Кайманові Острови з 1972 року. Один долар поділяється на 100 центів. Долари Кайманових Островів позначаються знаком «CI$» або просто «$».

## Історія
Долар Кайманових Островів був введений в обіг 1 травня 1972, замінивши Ямайський долар (який залишався законним засобом платежу до 31 серпня 1972 року). З 1 квітня 1974 долар Кайманових Островів прив'язаний до долара США у співвідношенні 1 долар Кайманових Островів = 1,2 долара США.

## Монети
В обігу знаходяться чотири монети номіналом 1, 5, 10 і 25 центів. Одноцентові монети спочатку карбувалися з бронзи, решта — з мельхіору. Починаючи з 1992 року замість бронзових монет випускаються сталеві, плаковані бронзою, замість мельхіорових — сталеві, плаковані нікелем. Карбуванням монет займається Королівський монетний двір Великої Британії. Станом на грудень 2008 року в обігу перебувало монет на суму 8,8 млн доларів Кайманових Островів.

## Банкноти
З початку було випущено чотири банкноти номіналом 1, 5, 10 і 25 доларів. У 1981 році до них були додані банкноти розміром 100 і 40 доларів. Незабаром, у 1985 році 40 доларові купюри були замінені на 50 доларові. Банкноти друкує британська компанія «De La Rue». Станом на грудень 2008 року в обігу перебувало банкнот на суму 74,8 млн доларів Кайманових Островів.

## Валютний курс
З 1 квітня 1974 долар Кайманових Островів прив'язаний до долара США у співвідношенні 1 долар Кайманових Островів = 1,2 долара США.